# ドゥランゴ (スペイン)
ドゥランゴ（Durango）は、スペイン・バスク州ビスカヤ県のムニシピオ（基礎自治体）。

## 地理
ドゥランゴは、イバイサバル川左岸の開けた土地にある。

## 由来

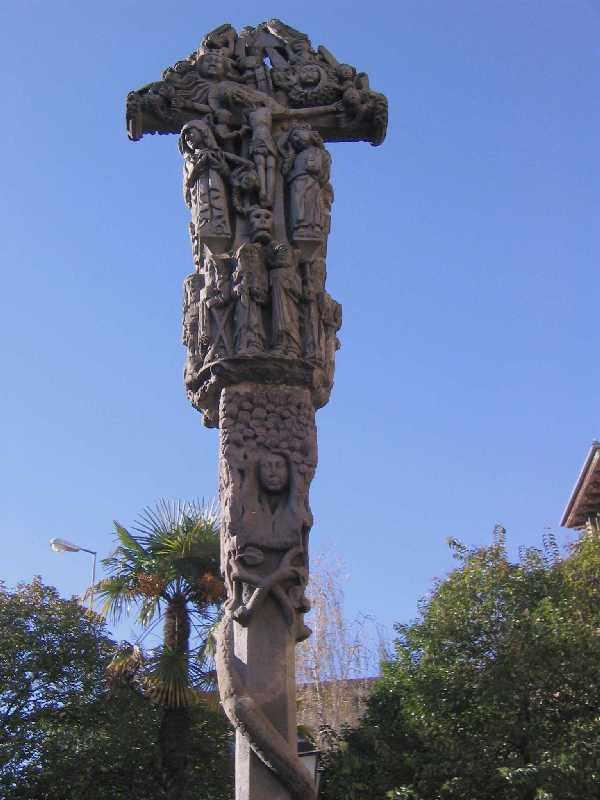
15世紀後期に作られた、ゴシック様式のクルツィアガ十字

ドゥランゴはバスク語の名称Urangoから派生している。Dは、中世にこの地がバレ・ドゥランゴ（Valle D'Urango）と呼ばれていたために付いたのであり、今日この外来語は検証に値するとみなされない。ウランガ（Uranga）という名称はウランゴア（Urangoa、Urango-a）から派生している。ウランゴとは水の谷または水の牧草地を意味している。Urは水、angoはangioとも表され、谷、平坦な牧草地を意味する。 
言語学者フリオ・カロ・バロハは、ドゥランゴはラテン語の人名Duranicusから派生したと推測している。
中世にドゥランゴは、ビスカヤにおける政治的な地方名でもあった。1212年より、ドゥランゴはメリンダーデス（es、地理的、行政的な区分）となっていた。

## 歴史

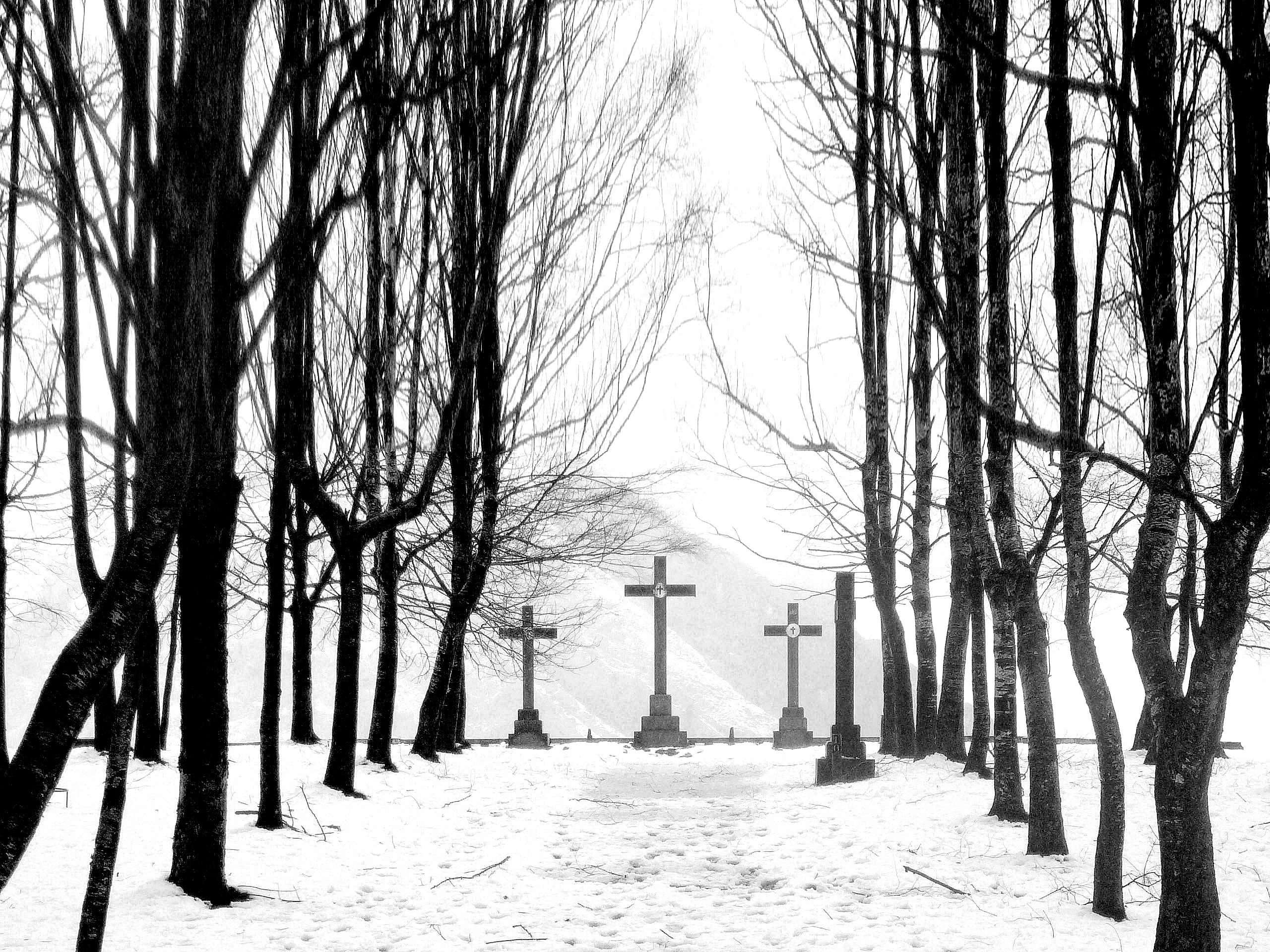
市街地南方のウルキオラ山地

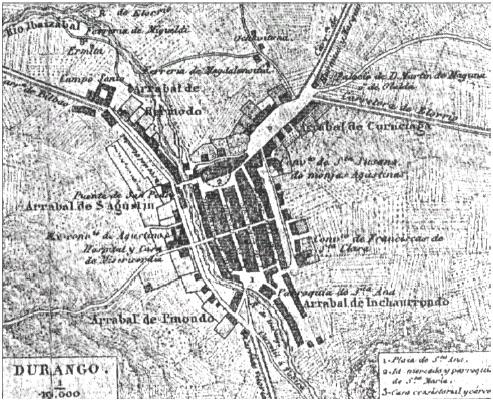
1857年頃のドゥランゴの地図

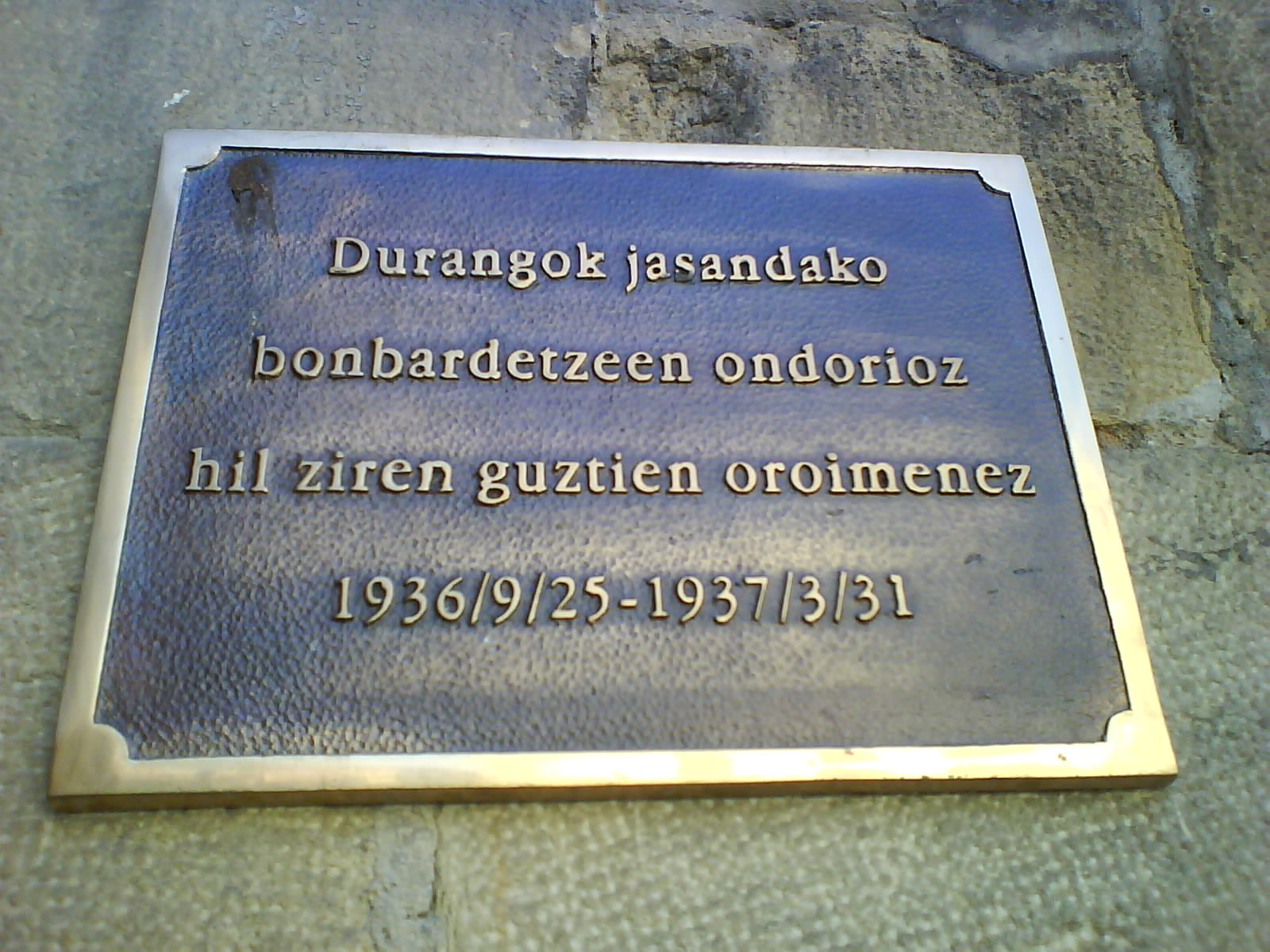
ドゥランゴ空爆の犠牲者を追悼するプラーク

タビーラ・デ・ドゥランゴ（Tabira de Durango）と呼ばれた村はやがてビジャヌエバ・デ・ドゥランゴ（Villanueva de Durango）となり、現在のドゥランゴとなった。町としての憲章を授けられていなかったタビーラ・デ・ドゥランゴだが、歴史家は総じて13世紀初頭に町ができたとみなしている。1372年、フアン王子がフエロ（特権）の追認を行っているからである。16世紀のカショピン年代記によれば、サンチョ6世（在位：1150年 - 1194年）が「賢くも勇敢と贈り名したドゥランゴの町へ特権を授けた。この時にナバーラからビスカヤ領となった」と記している。
タビーラとは、メリンダーデス・デ・ドゥランゴの最古の中核部分の名で、16世紀にはビジャヌエバ・デ・ドゥランゴと呼ばれていた。タビラーの名は町の発祥を物語るものとして市の紋章に刻まれている。
発祥の村は、現在もあるサンタ・マリアー・デ・ウリバリ教会とサンタ・アナ教会の間にあった。メリンダーデス・デ・ドゥランゴは1200年までナバラ王国の一部であったが、カスティーリャ王国に統合され、それから12年後になる1212年のナバス・デ・トロサの戦いにおける奉仕の補償として、ビスカヤ領主ディエゴ・ロペス2世・デ・アロへ与えられた。
カスティーリャ内陸部とカンタブリア海沿岸とをつなぐルートの一つがドゥランゴを通過していたため貿易が盛んになり、羊毛産業と同様に鍛冶場での製鉄も活発に行われた。
第一次カルリスタ戦争中、ドゥランゴにはモリナ伯カルロスの宮廷が置かれていた。この戦争で有名なのは、カルリスタ軍の捕虜となった外国人捕虜を銃殺することを許可したドゥランゴ法令である。第二次カルリスタ戦争でも、ドゥランゴはカルリスタ軍に占領されていた。
スペイン内戦発生後、共和派はギプスコア県やビスカヤ県で優勢であった（一方、アラバ県やナバーラは既に反乱軍側であった）。1937年3月31日午前8時30分、ドゥランゴをイタリア空軍による空襲が襲った（es、ドゥランゴ空爆）。50kgの爆弾80を搭載した5機の爆撃機が上空に現れたのである。当時、サンタ・マリア教会やイエズス会の学校では朝課が行われているところだった。敬虔なカトリック信者たちから大勢の犠牲者が出た。午後5時45分、爆撃機8機が100kgの爆弾25発、50kgの爆弾54発を搭載し、2度目の空爆を始めた。朝の空爆による犠牲者の身元判別のため、通りは人々でごった返していた。民間人が大勢犠牲となった。ドゥランゴは対空防衛設備が全く欠けていたのである。4月2日、4月4日にも爆弾が落とされた。爆弾は合計でおよそ281（14,840kg）、死亡者は336人、71の建物が全壊し、その他234の建物が半壊した。4月27日に反乱軍側がドゥランゴ東側入り口で戦闘を開始した。防衛隊はビルバオへ退却し、残った民兵たちが反乱軍と対峙した。

## 政治
ドゥランゴ市議会の定数は21である。2011年のドゥランゴ市議会選挙では、バスク民族主義党(PNV)が8議席、ビルドゥが6議席、バスク社会党(PSE-EE)が3議席、国民党(PP)が2議席、アララールが2議席を獲得した。バスク民族主義党のアイツィベル・イリゴラスが市長に選出された。
| 政党                                               | 2015   | 2015 | 2011   | 2011 | 2007   | 2007 | 2003   | 2003 | 1999   | 1999 | 1995   | 1995 | 1991   | 1991 |
| バスク民族主義党 (EAJ-PNV)                         | 36.98% | 8    | 33.92% | 8    | 31.09% | 7    | -      | -    | -      | -    | 41.21% | 10   | 41.61% | 10   |
| エウスカル・エリア・ビルドゥ (EH Bildu) / ビルドゥ | 31.29% | 7    | 26.62% | 6    | -      | -    | -      | -    | -      | -    | -      | -    | -      | -    |
| エリアレン・エスクビデア (SQ-2D)                   | 13.39% | 3    | -      | -    | -      | -    | -      | -    | -      | -    | -      | -    | -      | -    |
| バスク社会党 (PSE-EE)                              | 9.53%  | 2    | 13.14% | 3    | 16.16% | 4    | 12.47% | 2    | 12.35% | 3    | 11.07% | 2    | 12.32% | 3    |
| 国民党 (PP)                                        | 6.98%  | 1    | 10.95% | 2    | 12.17% | 3    | 17.21% | 4    | 18.26% | 4    | 15.72% | 4    | 11.38% | 2    |
| アララール                                         | -      | -    | 10.02% | 2    | 11.83% | 2    | 6.16%  | 1    | -      | -    | -      | -    | -      | -    |
| バスク統一左翼 (EB-B)                              | -      | -    | 3.39%  | 0    | 5.28%  | 1    | 7.39%  | 1    | 4.94%  | 0    | 7.58%  | 1    | 1.54%  | 0    |
| バスク民族主義行動 (EAE-ANV)                       | -      | -    | -      | -    | 19.02% | 4    | -      | -    | -      | -    | -      | -    | -      | -    |
| バスク連帯 (EA)                                    | -      | -    | -      | -    | 2.09%  | 2    | -      | -    | -      | -    | 6.87%  | 1    | 7.52%  | 1    |
| バスク民族主義党/バスク連帯 (PNV/EA)               | -      | -    | -      | -    | -      | -    | 42.00% | 10   | 41.04% | 9    | -      | -    | -      | -    |
| ムガラ・ビルグネア (MB)                            | -      | -    | -      | -    | -      | -    | 13.99% | 3    | -      | -    | -      | -    | -      | -    |
| エリ・バタスナ (HB) / バスク市民 (EH)              | -      | -    | -      | -    | -      | -    | -      | -    | 22.25% | 5    | 15.51% | 3    | 17.27% | 4    |
| エウスカディコ・エスケラ (EE)                      | -      | -    | -      | -    | -      | -    | -      | -    | -      | -    | -      | -    | 7.58%  | 1    |

## 出身者
- フアン・デ・スマラガ - 初代メキシコ司教
- マルティン・ルイス・デ・ガンボア - コンキスタドール。チリ総督
- ブルノ・マウリシオ・デ・サバラ - ブエノスアイレス知事。1726年、モンテビデオを建設。

## 姉妹都市
- ドゥランゴ、メキシコ
- デュランゴ、アメリカ合衆国
- ウラジオストク、ロシア

出典 : 『Durango : Tres pueblos. tres culturas. un encuentro』